# Cassida lineola
Cassida lineola – gatunek chrząszcza z rodziny stonkowatych i podrodziny tarczykowatych. Zamieszkuje Palearktykę, od Europy Zachodniej po Wyspy Japońskie i Tajwan. Żeruje na bylicach.

## Taksonomia
Gatunek ten opisany został po raz pierwszy w 1799 roku przez Christiana Creutzera. W obrębie rodzaju umieszczany jest w podrodzaju nominatywnym (Cassida s.str.), jednak Lech Borowiec w publikacji z 2007 roku wątpi w słuszność takiej klasyfikacji.

## Morfologia
Chrząszcz o ciele długości od 6,5 do 8 mm, w zarysie owalnym lub podługowato-owalnym. Grzbietowa strona ciała ubarwiona jest zielono lub żółto z rdzawym odcieniem, ponadto zazwyczaj słabo połyskuje metalicznie barwą srebrzystą lub mosiężną. Na pokrywach czarny wzór tworzą liczne, krótkie kreski ciągnące się wzdłuż szwu i żeberek. Barwa martwych i suchych okazów zmienia się w piaskową lub żółtawopopielatą, a metaliczny połysk ulega zanikowi. W budowie przedplecza zaznacza się wyraźny dymorfizm płciowy. U samicy przedplecze jest węższe od pokryw i ma kąty tylne zaokrąglone, podczas gdy u samca jest ono krótsze i szersze, często szersze od pokryw, a kąty tylne ma ukośnie ścięte. Brzegi przedplecza i pokryw są rozpłaszczone, a te ostatnie mają ponadto wałeczkowate zgrubienia na bokach. Regularność punktowania pokryw jest częściowo zaburzona nadliczbowymi punktami obecnymi między trzecim a czwartym rzędem. Stopy mają rozchylone, pozbawione ząbków przy nasadach pazurki wystające poza wieńce szczecinek na trzecich członach.

## Ekologia i występowanie
Zarówno osobniki dorosłe jak i larwy tego tarczyka są fitofagami żerującymi na roślinach z rodzaju bylica. W południowej części zasięgu preferowanymi roślinami żywicielskimi są bylica austriacka i bylica miotłowa. W środkowej części Europy chętnie żeruje on na bylicy piołun i bylicy polnej.
Gatunek palearktyczny, w Europie znany z Niemiec, Szwajcarii, Austrii, Łotwy, Polski, Czech, Słowacji, Węgier, Ukrainy, Rumunii, Bułgarii, Bośni i Hercegowiny oraz Rosji. Niepewne jest jego występowanie w Portugalii, Hiszpanii i Francji. Na „Czerwonej liście gatunków zagrożonych Republiki Czeskiej” umieszczony został jako regionalnie wymarły (RE). W Polsce spotykany jest rzadko, a przez środek tego kraju przebiega północna granica jego zasięgu.
W Azji owad ten zamieszkuje Syberię, Mongolię, dużą część Chin, Koreę Południową, Japonię i Tajwan.